# Ngawang Tsöndrü
| Tibetische Bezeichnung                                               |
| -------------------------------------------------------------------- |
| Tibetische Schrift: འཇམ་དབྱངས་བཞད་པ་ངག་དབང་བརྩོན་འགྲུས                    |
| Wylie-Transliteration: 'jam dbyangs bzhad pa ngag dbang brtson 'grus |
| THDL-Transkription: Jamyang Zhepa Ngakwang Tsöndrü                   |

Jamyang Shepa Ngawang Tsöndrü (tib.  'jam dbyangs bzhad pa ngag dbang brtson 'grus; geb. 1648; gest. 1721) war ein bedeutender Geistlicher der Gelug-Schule des tibetischen Buddhismus. Er war der erste Jamyang Shepa. Er gründete 1709 das Gelugpa-Kloster Labrang in Amdo, das bedeutendste tibetische Kloster außerhalb des Autonomen Gebiets Tibet. Er ist der Verfasser eines berühmten Textes zu buddhistischen und nicht-buddhistischen philosophischen Lehren: Große Darstellung der Lehren (tib. (kurz) Grub-mtha' chen-mo). Er ist unter anderem Verfasser einer Abhandlung zu Dharmakirtis Pramanavarttika.
Ngawang Tsöndrü stammt aus dem heutigen Kreis Xiahe im Autonomen Bezirk Gannan der Tibeter in Amdo und war ein Schüler des 5. Dalai Lama. Nach seiner Ausbildung an der Gomang-Fakultät des Klosters Drepung bei Lhasa wurde er vom mongolischen Herrscher von Kokonor, Ganden Erdene Junang, einem Enkel Gushri Khans, eingeladen, nach Amdo zurückzukehren und hier den Buddhismus zu lehren. Ngawang Tsöndrü gründete dann das Kloster Labrang.
Seinen Lehrbüchern wird in einigen der Unterabteilungen der monastischen Fakultäten des Klosters Kumbum, in den Fakultäten Gomang und Deyang des Klosters Drepung und im Kloster Labrang gefolgt.

## Werke
- Grub-mtha' chen-mo